# Craugastor yucatanensis
Craugastor yucatanensis är en groddjursart som först beskrevs av Lynch 1965.  Craugastor yucatanensis ingår i släktet Craugastor och familjen Craugastoridae. IUCN kategoriserar arten globalt som nära hotad. Inga underarter finns listade i Catalogue of Life.